# Стелніка (комуна)
Стелніка (рум. Stelnica) — комуна у повіті Яломіца в Румунії. До складу комуни входять такі села (дані про населення за 2002 рік):
- Малтезь (421 особа)
- Ретезату
- Стелніка (1434 особи)

Комуна розташована на відстані 141 км на схід від Бухареста, 43 км на схід від Слобозії, 66 км на північний захід від Констанци, 113 км на південь від Галаца.

## Населення
За даними перепису населення 2002 року у комуні проживали 1855 осіб.
Національний склад населення комуни:
| Національність | Кількість осіб | Відсоток |
| -------------- | -------------- | -------- |
| румуни         | 1827           | 98,5%    |
| цигани         | 27             | 1,5%     |
| угорці         | 1              | 0,1%     |

Рідною мовою назвали:
| Мова      | Кількість осіб | Відсоток |
| --------- | -------------- | -------- |
| румунська | 1833           | 98,8%    |
| циганська | 21             | 1,1%     |
| угорська  | 1              | 0,1%     |

Склад населення комуни за віросповіданням:
| Релігія        | Кількість осіб | Відсоток |
| -------------- | -------------- | -------- |
| православні    | 1830           | 98,7%    |
| баптисти       | 15             | 0,8%     |
| адвентисти     | 4              | 0,2%     |
| римо-католики  | 3              | 0,2%     |
| бретрени       | 2              | 0,1%     |
| греко-католики | 1              | 0,1%     |